# گئورگ زیمون اهم

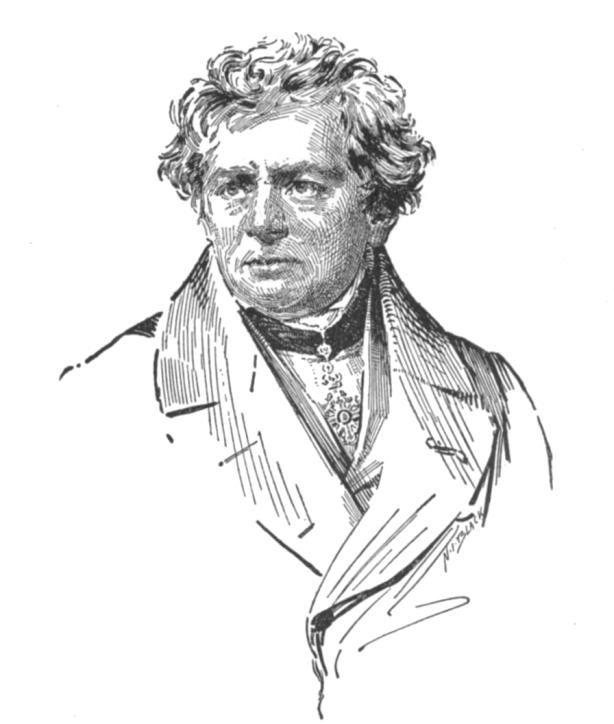
گئورگ زیمون اهم

گئورگ زیمون اُهم (به آلمانی: Georg Simon Ohm) (۱۶ مارس ۱۷۸۹ در ارلانگن، آلمان – ۶ ژوئیه ۱۸۵۴ درمونیخ)، فیزیک‌دان آلمانی و دانش‌آموخته از دانشگاه ارلانگن بود.
اهم در ۱۸ سالگی، معلم ریاضی یکی از مدارس سوئیس بود. او، ۱۸۱۷، پروفسور ریاضی در کالج عیسوی کلن شد. سپس از ۱۸۳۳ و ۱۸۵۲، به ترتیب استاد فیزیک آزمایشگاهی در مؤسسه پلی‌تکنیک نورن‌برگ و دانشگاه مونیخ بود.
از اهم چندین اثر به جای مانده‌است که از همه مهم‌تر، مقالۀ او در برلین با عنوان «رویکرد ریاضی به جریان الکتریکی» (به آلمانی: Die galvanische Kette, mathematisch bearbeitet) بود.
اهم نخستین کسی بود که رابطۀ ولتاژ، جریان و مقاومت الکتریکی را پیش نهاد.